# Claude Jacquand

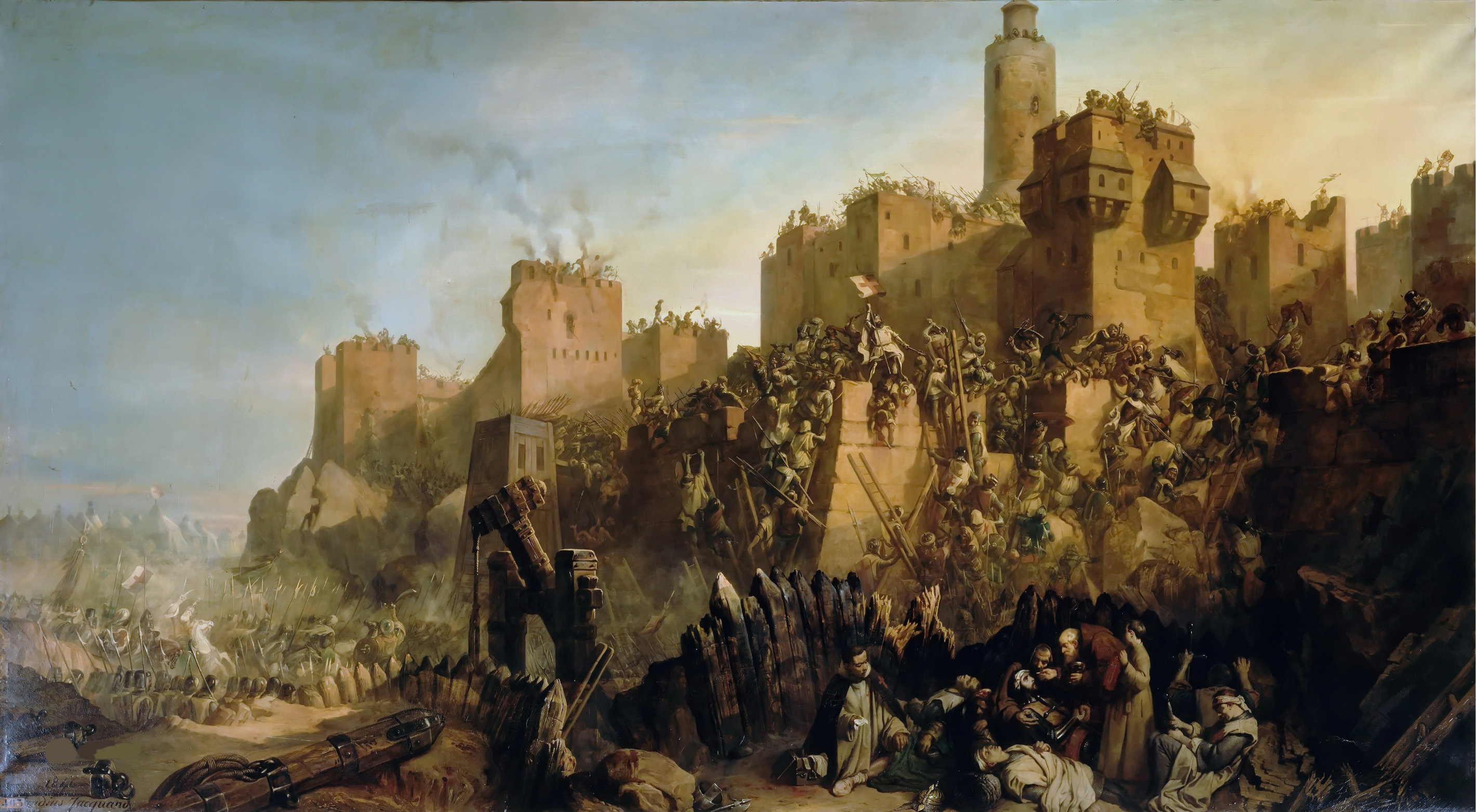
Jacques de Molay nimmt Jerusalem, Claude Jacquand 1846

Claude Jacquand, auch Claudius Jacquand, (* 11. Dezember 1803 in Lyon; † 2. April 1878 in Paris) war ein französischer Maler, Designer und Grafiker.

## Leben und Wirken
Jacquand war Schüler der Lyoner Kunstakademie (Ecole des Beaux-Arts), er war seit 1821 im Atelier des Malers Fleury Richard tätig. Im Jahr 1822 stellte er zum ersten Mal Werke auf dem Lyoner Salon aus. 1824 wurde er mit einer Medaille 1. Klasse auf dem Pariser Salon für das Bild Une cour de prison ausgezeichnet, das einen Gefängnishof zeigt. Dort waren im selben Jahr auch Le viatique, intérieur, L’oiseau tue, Le retour de l’école ausgestellt und 1827 waren dort Thomas Morus resté fidèle à la religion catholique und Jeanne d’Arc prisonnière des Anglais zu sehen. In Lyon wohnte und arbeitete er bis im Jahr 1836 seine Mutter verstarb. Er ließ sich 1838 in Paris nieder. Dort war er hauptsächlich im historischen Genre tätig. Seine Bilder verkauften sich den 1830er Jahren gut, so erwarb Louis-Philippe I. allein sieben Gemälde für Versailles und beauftragte Jacquand damit eine Reihe von Glasfenstern in der Chapelle St. Ferdinand in Dreux mit Motiven zum Tod der Herzogin Adélaïde d’Orléans (1847) zu gestalten. Als Louis-Philippe im Jahr 1848 gestürzt wurde, erhielt Jacquand keine königlichen Aufträge mehr, da er kein anderes Auskommen hatte, musste er seinen Lebensunterhalt aber weiterhin mit der Malerei bestreiten. So arbeitete er von 1852 bis 1855 in Boulogne-sur-Mer, wo er den Ehrensaal (französisch Salle d’honneur) des Rathauses ausstattete.
Mehrere seiner Werke fanden im historischen Museum zu Versailles (Jacques de Molay nimmt Jerusalem und das Kapitel der Johanniter) und im Museum des Luxembourg (Öffentliche Buße in einem Kloster der Eremiten zu St.-Maurice und Letzte Zusammenkunft Karls I. von England mit seinen Kindern) Aufnahme. Zum Inventar des Museums in Neuchatel gehörten Die Arrestierung Voltaires in Frankfurt und Rousseaus Abschied von der Luxembourg-Montmorency Familie.
Zu den bedeutenderen seiner übrigen Werke gehören die Wandgemälde (1858 bis 1860) in der Kapelle der heiligen Jungfrau zu St.-Philippe du Roule sowie die Staffeleibilder: Die unterbrochene Mahlzeit, Bonaparte in Nizza (1869), Mönche kaufen eine sizilische Familie von Seeräubern los, Gaston de Foix nimmt Abschied von seiner Mutter, Kolumbus und sein Sohn (1870), Wilhelm der Schweigsame von Oranien, Der Tod des Herzogs von Orléans u. a. in den Museen zu Rotterdam, Hamburg und in der Neuen Pinakothek zu München.